# Dourbie
Dourbie – rzeka we Francji, przepływająca przez tereny departamentów Gard i Aveyron, o długości 71,9 km. Stanowi dopływ rzeki Tarn.